# Fabio Liverani
Fabio Liverani (* 29. duben 1976 Řím) je italský fotbalový trenér a bývalý fotbalový záložník.

## Úspěchy

### Hráčské

#### Národní
- vítěz italského poháru (1x)

Lazio: 2003/04

### Trenérské

#### Národní
- vítěz 3. italské ligy (1x)

Lecce: 2017/18